# Pitcairnia neeana
Pitcairnia neeana är en gräsväxtart som först beskrevs av Lyman Bradford Smith och Harry Edward Luther, och fick sitt nu gällande namn av Jason Randall Grant. Pitcairnia neeana ingår i släktet Pitcairnia och familjen Bromeliaceae. Inga underarter finns listade i Catalogue of Life.